# Celebrazioni voltiane

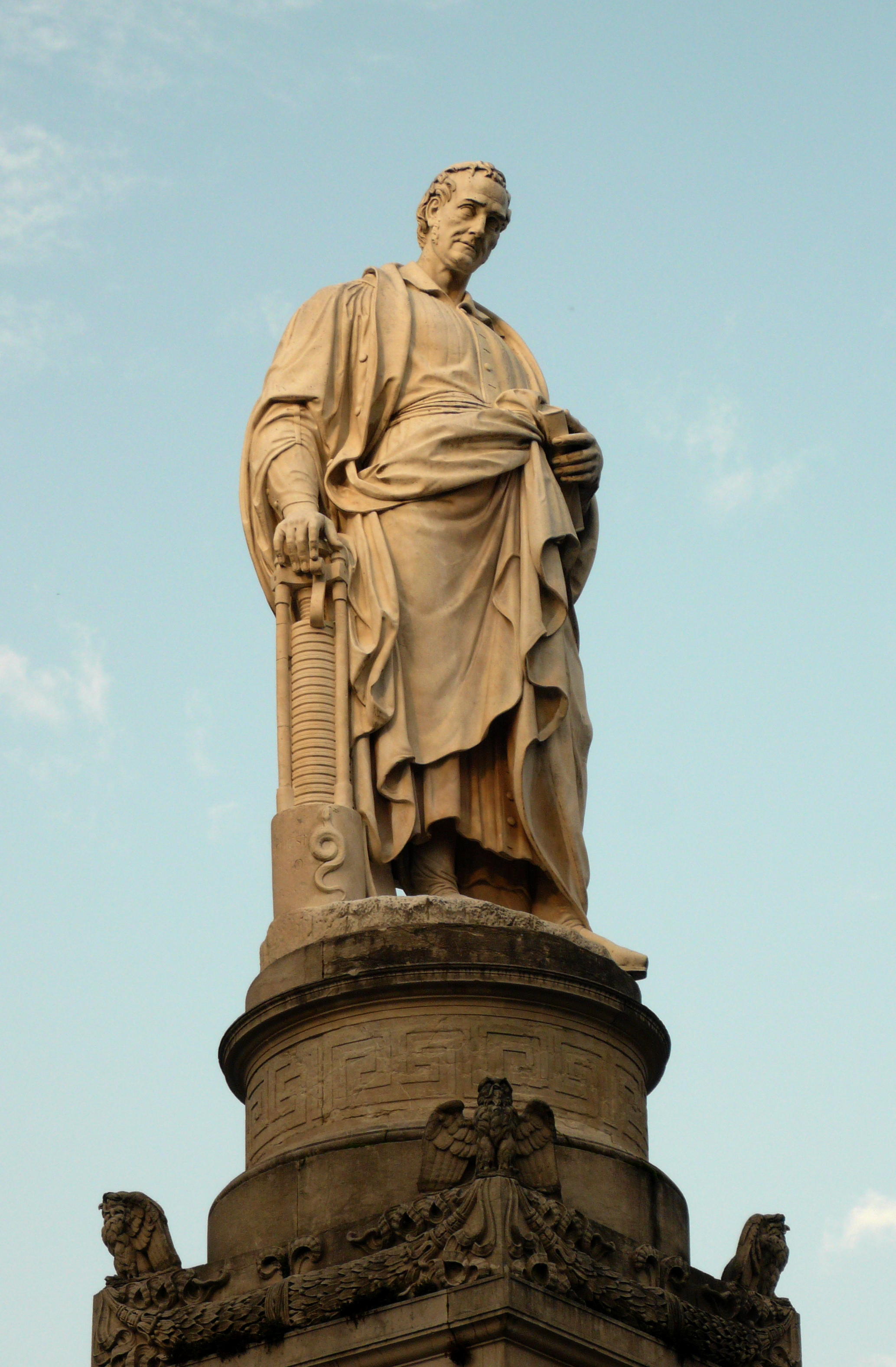
Statua togata di Alessandro Volta a Como, opera di Francesco Durelli

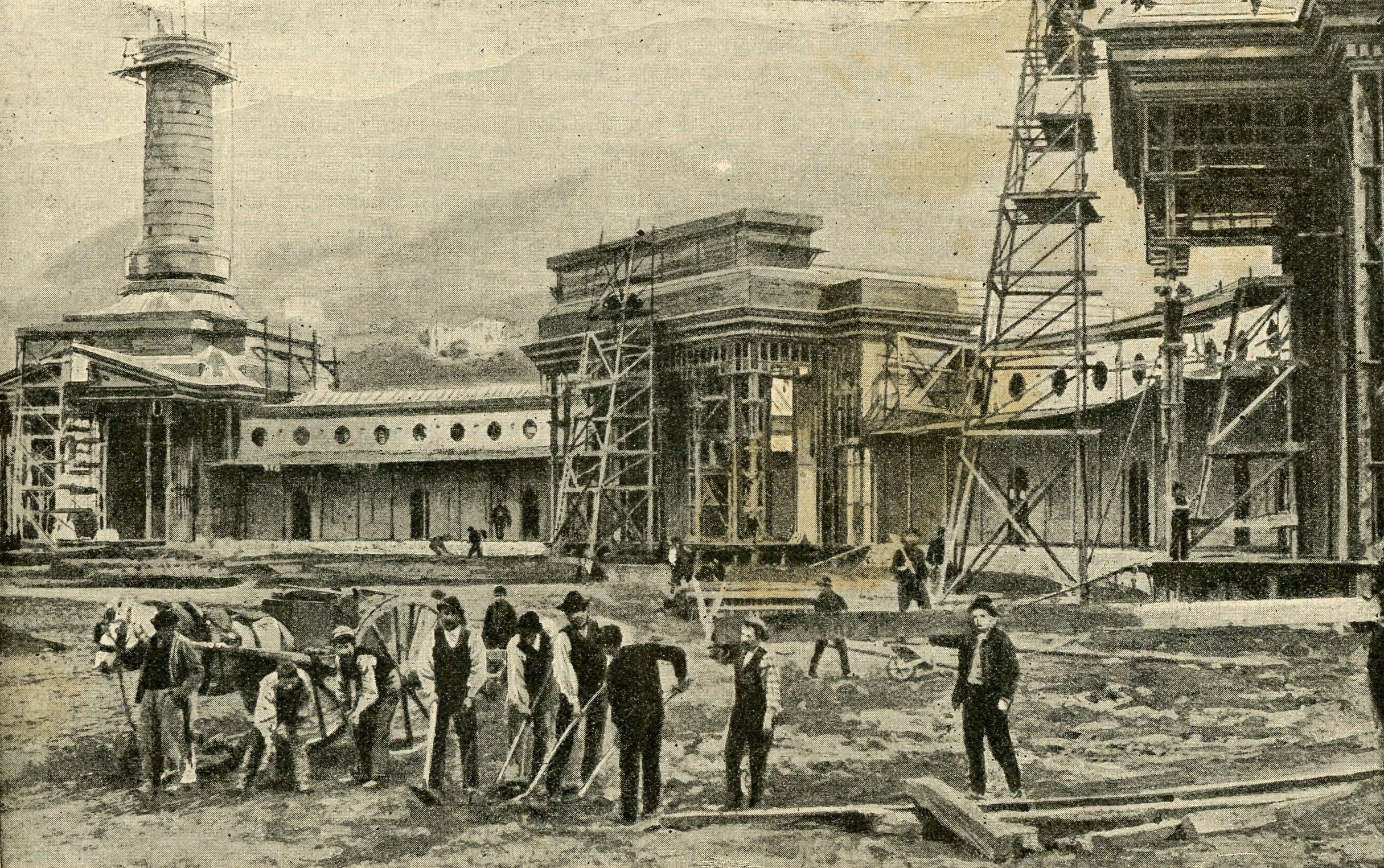
L’edificio dell’Esposizione Voltiana in lavoro (architetto: Eugenio Linati).

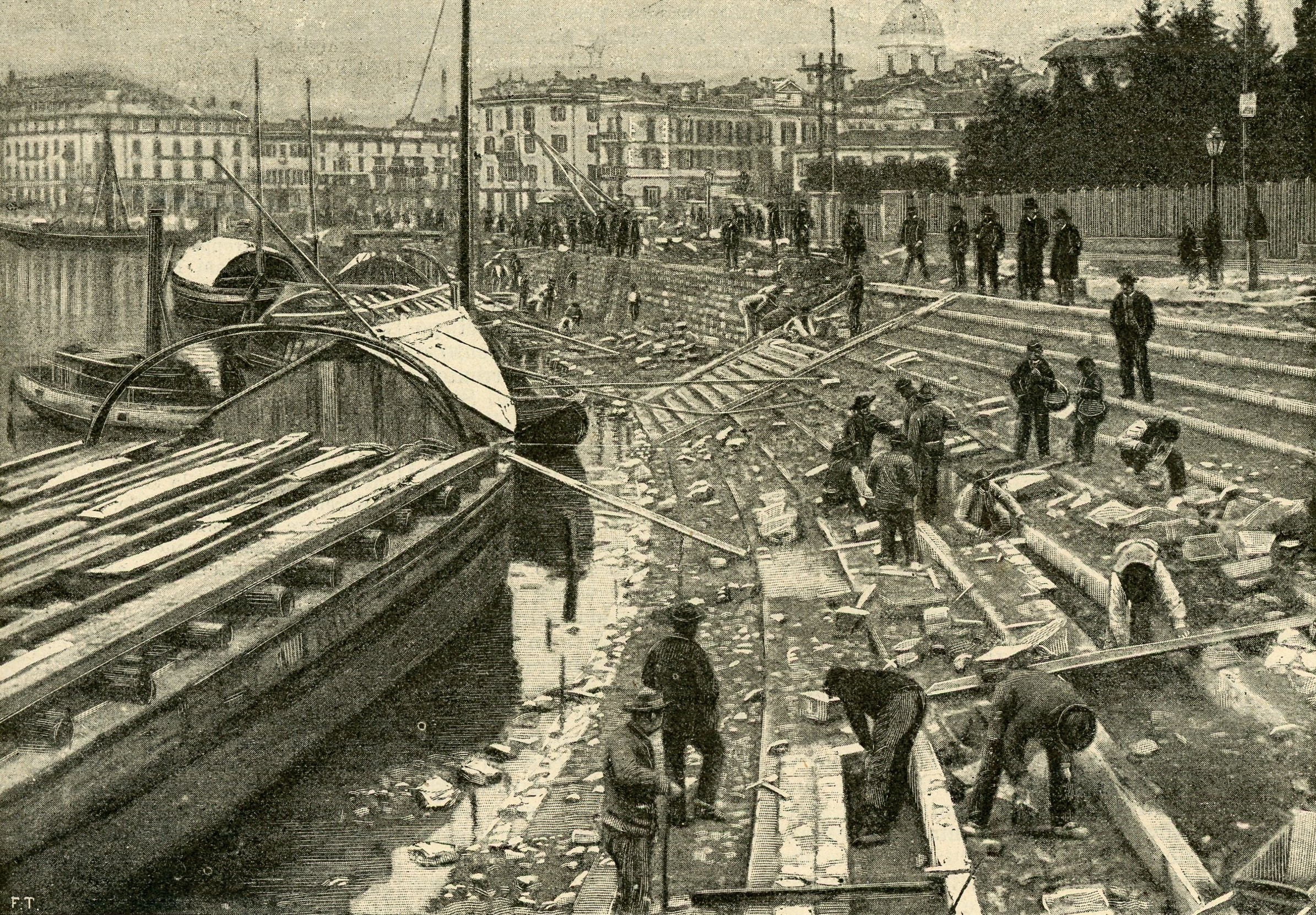
I lavori per l’Esposizione Voltiana a Como. Gli addattamenti al Porto

Alla morte di Alessandro Volta, spentosi al culmine di una straordinaria fama di scienziato, prende subito avvio un'incessante attività di onoranze centrate soprattutto nei luoghi in cui egli è vissuto e la sua attività scientifica si è prevalentemente estrinsecata: Como, Pavia, Milano.

## 1899: 100 anni dalla pila
Nel 1899 il centenario dell'invenzione della pila è celebrato a Como con una grande esposizione, sullo stile di un'esposizione universale, come quelle che si ripetono nella seconda metà del XIX secolo in tutte le principali città europee: si trattava della prima grande Esposizione che si teneva nell'Italia unita.
La manifestazione è lungamente preparata: già negli anni precedenti si accumulano studi e progetti, anche su proposta di eminenti professionisti come il milanese Luigi Broggi. Alla fine, però, viene scelto per la realizzazione l'ingegnere comasco Eugenio Linati. L'intera realizzazione delle opere di costruzione dell'esposizione Voltiana venne realizzata dalla Carpenteria A.Brambilla di Milano.
Su una vasta area in riva al lago, dall'attuale piazza Cavour verso i giardini a lago fino a Campo Garibaldi, ancora inedificata ma immediatamente contigua allo sviluppo urbano, si progetta un vasto recinto fieristico (un'area espositiva di circa 15.000 m²) con un articolato padiglione centrale e alcuni ambienti secondari. La fronte principale, rivolta verso la città, è in stile impero, secondo un irrinunciabile riferimento all'epoca di Alessandro Volta, ma agli estremi della loggia si innalzano due alte torri in forma di pila elettrica (in una delle due è un modernissimo ascensore, grazie al quale si sale fino a un belvedere da cui si gode un'inedita visuale della città).
L'idea forte dell'esposizione è proprio quella del padiglione unico che permette una visita continua, sempre al coperto, che si sviluppa dai cimeli voltiani ai nuovi ritrovati della tecnica fino ai più raffinati prodotti dell'industria serica. Unico elemento veramente separato dal resto dell'esposizione è il padiglione artistico, in cui sono presentati, insieme agli artisti contemporanei, numerosi esempi degli stili artistici storici, scelti tra i capolavori sparsi sul territorio.
Le principali autorità politiche dell'epoca, tra cui il re, Umberto I, giungono a Como per visitare l'esposizione.
È proprio l'isolamento di questo padiglione a salvarlo, unico superstite di tutto il complesso realizzato in legno, quando le fiamme devastano l'esposizione.
L'Esposizione voltiana affianca ai padiglioni una serie di iniziative promozionali di genere assai diverso: manifesto e locandina appositamente disegnate, innumerevoli cartoline celebrative, raduni e gite sociali. Un'attenzione particolare è rivolta alla musica: Giacomo Puccini, uno dei più grandi musicisti dell'epoca, compone una marcetta significativamente intitolata Scossa elettrica, mentre Lorenzo Perosi concede la prima assoluta del suo oratorio Il Natale del Redentore alla città di Como.
L'8 luglio 1899 un furioso incendio, scatenatosi a causa di una scintilla scaturita da un contatto tra due fili elettrici, distruggeva completamente, in meno di un'ora, i padiglioni dell'esposizione fra cui la rimessa tranviaria che ospitava i veicoli presentati dalla Helios, primi esemplari immatricolati nella rete tranviaria di Como. Molti cimeli furono tuttavia recuperati. Si aprì immediatamente una sottoscrizione per la ricostruzione dell'esposizione alla quale partecipò anche il Re Umberto I. Su un progetto dell'architetto Linati, la ricostruzione fu completata in un mese, ad opera della Carpenteria Brambilla di Milano. La disposizione planimetrica si distingue dalla precedente per il fatto che, per la necessità di una rapida esecuzione, i due corpi laterali erano rettilinei anziché curvi. L'architettura dei nuovi edifici era sempre in stile Impero: l'esposizione viene riaperta il 20 agosto 1899.
L'esposizione voltiana rimase aperta al pubblico fino al 5 novembre per un totale di 170 giorni, registrando oltre 193.000 entrate di visitatori paganti.

## 1927: 100 anni dalla morte

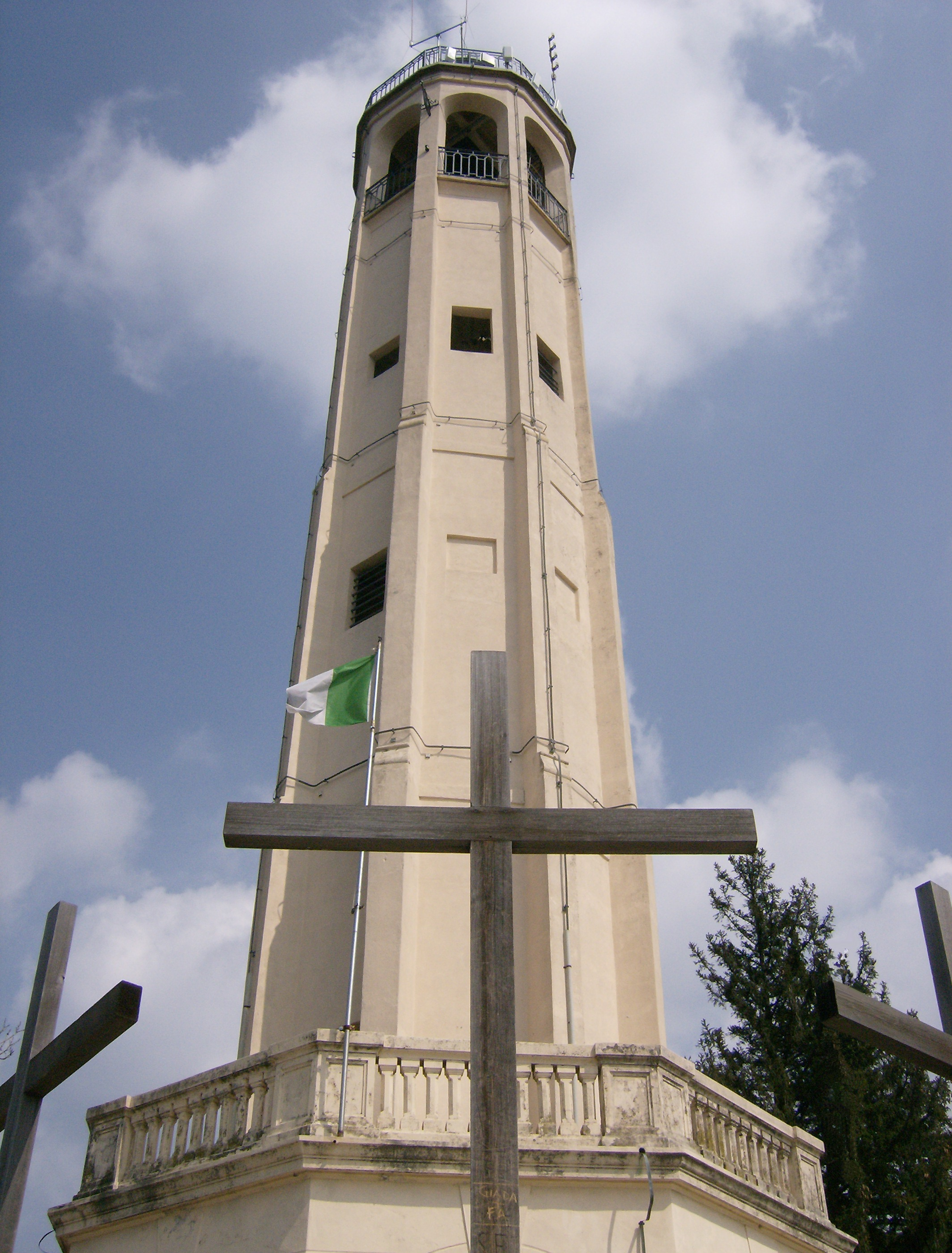
Faro Voltiano a S. Maurizio di Brunate

Per il centenario della morte di Alessandro Volta, la Como del 1927 volle rinnovare e superare il fasto dell'esposizione del 1899. La sede prescelta fu Villa Olmo in Borgo Vico, una della più belle e suggestive ville che si affacciano sul lago, acquistata dal Comune dai proprietari Visconti di modrone con il concorso dei cittadini comaschi e del Comitato Voltiano. Fu istituito per l'occaslone il "Comitato per le onoranze a Volta", costituito dal Comitato d'onore sotto il patrocinio di S.M. il Re Vittorio Emanuele III e la Presidenza di Benito Mussolini, e dal Comitato esecutivo, diretto da Guglielmo Marconi.
La commemorazione voltiana si articolò in tre esposizioni principali:
- l'Esposizione delle industrie idroelettriche
- l'Esposizione internazionale di telefonia e telegrafia
- l'Esposizione nazionale serica

All'architetto Napoleone Montorfano fu affidata la realizzazione di una serie di fabbricati annessi al parco e alla villa, insieme a due ali aggiunte a Villa Olmo, e una galleria parallela a via Cantoni. Complessivamente la superficie coperta dall'esposizione voltiana era di 12.000 m².
Como nel 1927 fu meta, come nel 1899, di un Congresso di Telegrafisti provenienti da tutto il mondo e nel mese di settembre si svolsero anche delle gare mondiali. I postelegrafonici, con il concorso di altri enti soprattutto comaschi, eressero il cosiddetto Faro Voltiano, in onore di Volta sul colle di San Maurizio di Brunate sovrastante la città lariana, su progetto dell'ing. Giussani. Nella volta centrale del faro fu collocato un busto del fisico comasco, rappresentato in età avanzata, donato dai postelegrafonici. Il faro fu inaugurato l'8 settembre 1927 con l'intervento di SE il Ministro delle Comunicazioni on. Costanzo Ciano. Da allora un fascio di luce alternativamente verde, bianco e rosso, illumina le notti comasche.
Si tenne anche un Congresso internazionale dei Fisici che è risultato uno dei più importanti appuntamenti scientifici che si siano tenuti in Italia nei primi decenni del Novecento e richiamò a Como, Pavia e Roma i "padri" della fisica moderna: la sede per le sessioni comasche del Congresso fu l'Aula di scienze (ora Sala Casartelli) dell'Istituto Carducci. La Sala reca nelle decorazioni alle pareti (pittore Achille Zambelli) i medaglioni con i nomi dei Congressisti, tra cui i premi Nobel per la fisica, Niels Bohr (1922), William Lawrence Bragg (1915), Arthur Compton (1927) James Franck (1925), Hendrik Antoon Lorentz (1902), Guglielmo Marconi (1909), Robert Andrews Millikan (1923), Max Planck (1918), Max von Laue (1914), Pieter Zeeman (1902), oltre ai premi Nobel per la chimica Francis William Aston (1922) e Ernest Rutherford (1908). I presenti che presero il Nobel successivamente furono: Irving Langmuir (1932), Paul Adrien Maurice Dirac (1933), Enrico Fermi (1938), Wolfgang Pauli (1945), Max Born (1954), Werner Karl Heisenberg (1932) e Otto Stern (1943).
Como mancava di uno stadio e si decise di costruirlo proprio in occasione delle onoranze a Volta. I lavori cominciarono nell'ottobre del 1926 sul terreno donato dal podestà Carlo Baragiola e su progetto dell'architetto Giovanni Greppi di Milano. Lo stadio fu dotato di due piste, una ciclistica di 500 metri e una podistica di 450 metri che circondavano il campo per il calcio di circa 7200 metri quadrati: la capienza totale era di 6.000 persone.
Lo stadio fu inaugurato il 30 luglio del 1927. Fu dedicato a Giuseppe Sinigaglia (1884-1916) volontario di guerra decorato al valore, morto sul San Michele da eroe.
Altra realizzazione di quella celebrazione fu il Tempio Voltiano, costruito dall'imprenditore serico Francesco Somaini, per ospitare tutti i cimeli di Alessandro Volta. Come sua specifica funzione il promotore propone la conservazione e la valorizzazione dei cimeli voltiani, non solo dei pochi frammenti fortunosamente strappati alle fiamme dell'Esposizione voltiana del 1899, ma anche di tutti quei "memorabilia" che in un modo o nell'altro possono essere collegati all'eminente fisico e alla sua vicenda comasca.

## 1945: 200 anni dalla nascita
Nonostante la drammatica situazione del Paese ancora scosso dalle vicende belliche, furono tenute commemorazioni di Alessandro Volta in occasione del bicentenario ella sua nascita presso il Teatro Sociale, la Cattedrale e la Tomba di Volta.
Nello stesso anno l'editore Marzorati di Como pubblicava il volume "Como ad Alessandro Volta", nel quale si celebrava l'opera scientifica dell'illustre scienziato, con saggi di Giovanni Polvani e Carlo Volpati sugli aspetti più strettamente scientifici del Volta e di Giuliano Aliati, Federico Frigerio, Ettore Rota, Luigi Rovelli e Pietro Vaccari sugli aspetti storico-iconografici.

## 1949: 150 anni dalla pila
Il 150º anniversario della pila veniva aperto ufficialmente dal capo del Governo Alcide De Gasperi con una cerimonia presso il Tempio Voltiano, che dava avvio ad un ricco programma di mostre, convegni, concorsi, rassegne cinematografiche e spettacoli. Inoltre la Società italiana di fisica - risorta grazie al contributo di Giovanni Polvani, che aveva fondato nel dopoguerra la Scuola internazionale di Fisica di Villa Monastero a Varenna - organizzò un Convegno Internazionale sui raggi cosmici, al quale parteciparono fisici di larga fama e premi Nobel; tra questi Enrico Fermi che, tornato in patria per la prima volta dopo il 1938, espose le proprie teorie sui raggi cosmici.

## 1977: 150 anni dalla morte

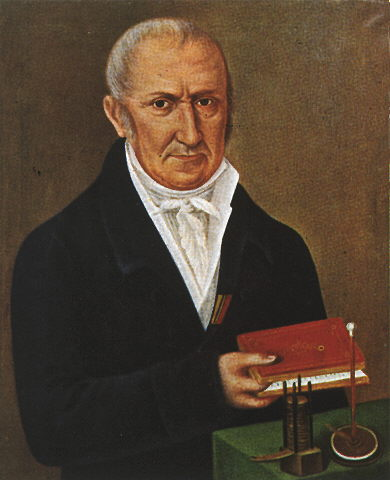
Alessandro Volta in vecchiaia, olio di ignoto, Camnago, Famiglia Volta

Le manifestazioni voltiane ebbero inizio il mattino del 5 marzo con una messa celebrata da Monsignor Castelli nel cimitero di Camnago. Nel pomeriggio dello stesso giorno il sindaco di Como avv. Antonio Spallino, presidente del Comitato per le Manifestazioni Voltiane, aprì ufficialmente l'anno voltiano. Furono indette numerose manifestazioni che richiamarono a Como personalità di rilievo del mondo scientifico, tra cui i premi Nobel per la fisica Nikolaj Gennadievič Basov (1964), Emilio Gino Segrè (1959) e Samuel Chao Chung Ting (1976). Fu assegnato inoltre il premio Francesco Somaini al prof. Edoardo Amaldi, fisico dell'Università di Roma, che il giorno dell'inaugurazione tenne un discorso sulla “Attualità di Volta nella moderna Fisica”.

## 1995: 250 anni dalla nascita
Il 17 febbraio, vigilia dell'anniversario, il Gruppo di Lavoro per le Celebrazioni Voltiane (composto dal Comune, dalla Provincia e dalla Camera di Commercio di Como e dal Centro di Cultura Scientifica “A. Volta” e successivamente istituitosi in Comitato) indice una conferenza stampa per l'avvio del Programma di manifestazioni del Bicentenario dell'invenzione della Pila.
Dal 1993 al 1998 si tennero una serie di Convegni, congressi e conferenze, si mandarono in stampa inoltre alcune pubblicazioni (tra cui "Bibliografia Voltiana, indice delle opere che trattano Alessandro Volta, conservate nella Biblioteca Comunale di Como" a cura della Famiglia Comasca), oltre ad una serie di mostre, rassegne ed eventi.

## 1999: 200 anni dalla pila
Nel 1995, anno del 250º anniversario della nascita di Alessandro Volta, fu delineato il primo programma di iniziative per il Bicentenario dell'invenzione della Pila, su impulso di un Gruppo di Lavoro composto dagli Enti territoriali comaschi (Provincia, Comune e Camera di Commercio di Como) e dal "Centro di Cultura Scientifica Alessandro Volta".
Furono istituiti un "Comitato della Regione Lombardia", un "Comitato promotore di Como" un "Comitato promotore di Pavia" e un "Comitato nazionale per le Celebrazioni Voltiane" che si occuparono, nelle diverse sfere d'influenza, di realizzare i diversi progetti.

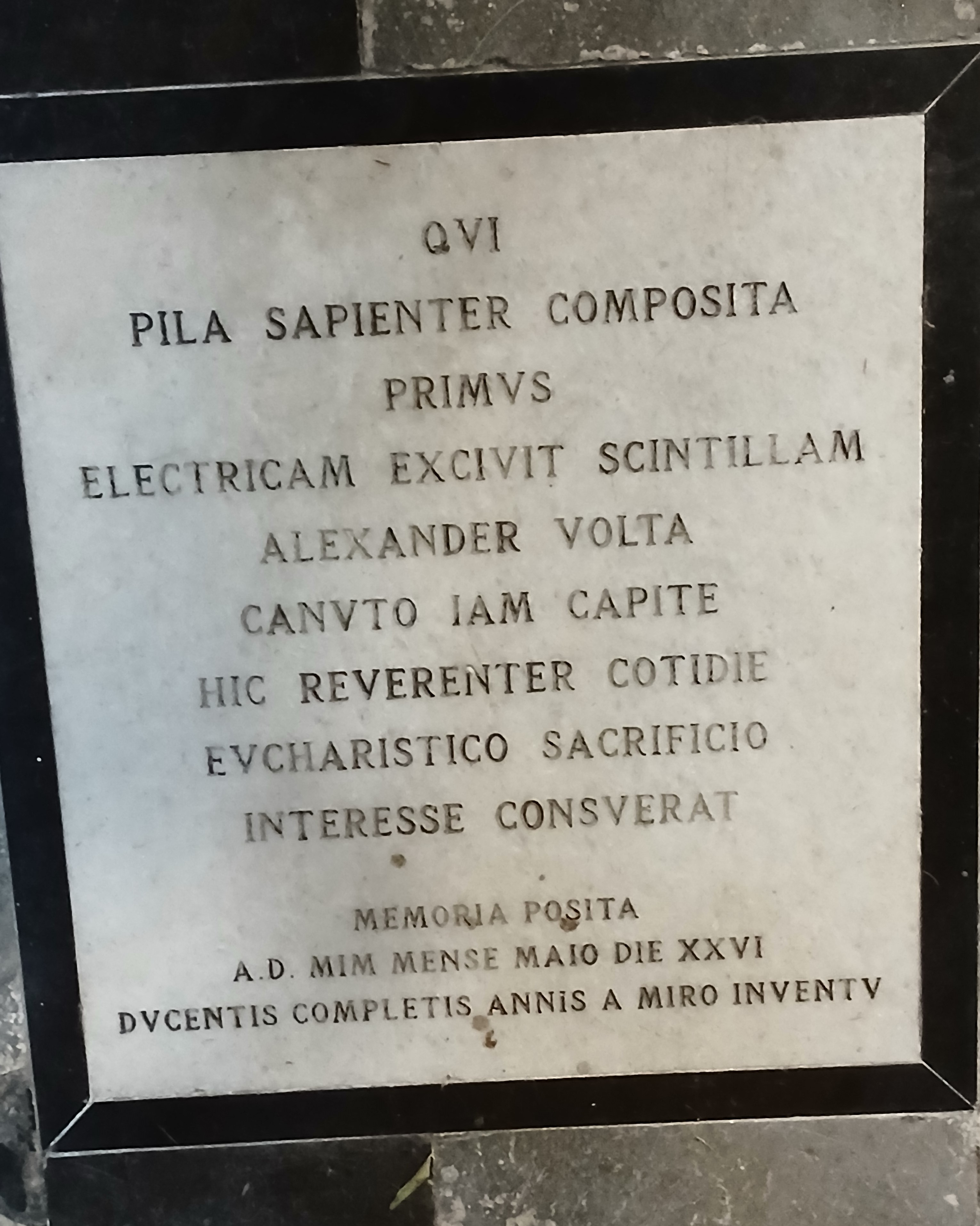
Lapide nel pavimento del duomo

Le iniziative riguardarono una serie di studi e ricerche sulle fonti dirette relative alla vita e all'opera di Alessandro Volta;  interventi di ristrutturazione o risistemazione di collezioni e laboratori - tra cui spicca il "Laboratorio Gattoni", ricostruzione ideale del gabinetto di scienze di Volta - una serie di convegni, conferenze e pubblicazioni di carattere divulgativo. Alla cerimonia inaugurale partecipò, oltre a numerosi fisici e scienziati, anche il premio Nobel Carlo Rubbia.
Il 15 settembre 1999 ebbe luogo una cerimonia nel Tempio Voltiano, durante la quale l’associazione internazionale di ingegneria IEEE dedicò una targa in bronzo denominata in inglese IEEE Milestone in onore di Volta, inventore della pila. Una copia della stessa targa fu poi inaugurata nell’auditorio dell’Università di Pavia, dove Volta presentò la sua invenzione agli studenti. Nello stesso anno venne inoltre installata una lapide nel pavimento del Duomo di Como - vicino al pulpito - al fine di ricordare il luogo dove Alessandro Volta era solito sedersi durante le cerimonie.